# Distrito de Leibnitz
Leibnitz es un distrito del estado de Estiria (Austria).

## División administrativa
El distrito de Leibnitz se divide en 48 municipios.

### Municipios (población año 2024)
- Allerheiligen bei Wildon 1630
- Arnfels 982
- Ehrenhausen an der Weinstraße 2408
- Empersdorf 1387
- Gabersdorf 1280
- Gamlitz 3195
- Gleinstätten 2810
- Gralla 2883
- Großklein 2228
- Heiligenkreuz am Waasen 2920
- Heimschuh 1989
- Hengsberg 1547
- Kitzeck im Sausal 1167
- Lang 1367
- Lebring-Sankt Margarethen 2281
- Leibnitz 13 362
- Leutschach an der Weinstraße 3536
- Oberhaag 2036
- Ragnitz 1603
- Sankt Andrä-Höch 1730
- Sankt Georgen an der Stiefing 1602
- Sankt Johann im Saggautal 1966
- Sankt Nikolai im Sausal 2336
- Sankt Veit in der Südsteiermark 4462
- Schwarzautal 2366
- Straß in Steiermark 6447
- Tillmitsch 3907
- Wagna 6525
- Wildon 5749